# Eden Ben Basat
Eden Ben Basat (Kiryat Haim, 8 de septiembre de 1986) es un exfutbolista israelí que jugaba de delantero.

## Clubes
| Club                       | País    | Año       |
| -------------------------- | ------- | --------- |
| Maccabi Haifa F. C.        | Israel  | 2003-2007 |
| Maccabi Herzliya           | Israel  | 2007      |
| Hapoel Haifa F. C.         | Israel  | 2007-2008 |
| Hapoel Ironi Kiryat Shmona | Israel  | 2008      |
| Hapoel Tel Aviv F. C.      | Israel  | 2009      |
| Hapoel Haifa F. C.         | Israel  | 2009-2011 |
| Stade Brestois 29          | Francia | 2011-2013 |
| Toulouse F. C.             | Francia | 2013-2014 |
| Maccabi Tel Aviv F. C.     | Israel  | 2014-2017 |
| Hapoel Haifa F. C.         | Israel  | 2017-2018 |
| Hapoel Be'er Sheva         | Israel  | 2018-2019 |
| Hapoel Haifa F. C.         | Israel  | 2019-2021 |

## Palmarés

### Campeonatos nacionales
| Título               | Club                   | País   | Año  |
| -------------------- | ---------------------- | ------ | ---- |
| Campeonato de Israel | Maccabi Haifa F. C.    | Israel | 2005 |
| Campeonato de Israel | Maccabi Haifa F. C.    | Israel | 2006 |
| Campeonato de Israel | Maccabi Tel Aviv F. C. | Israel | 2015 |
| Copa de Israel       | Maccabi Tel Aviv F. C. | Israel | 2015 |
| Copa de Israel       | Hapoel Haifa F. C.     | Israel | 2018 |